# Château de Rivieren
Ne doit pas être confondu avec Rivieren.
Le château de Rivieren (en néerlandais : Kasteel de Rivieren ou Kasteel ter Rivieren) est un château du XIIe siècle situé à Ganshoren, au nord-ouest de Bruxelles, classé en 1983.
Il se compose en 2023 d'un donjon du XIIIe siècle auquel ont été accolées plusieurs ailes (XVe – XIXe siècles). Il est entouré d'un étang — vestige de douves médiévales — et d'un parc de 10 ha, le parc Albert Ier.

## Histoire
Attesté dès le XIIe siècle siècle, le château tient son nom des seigneurs de Rivieren d'Aerschot.

### XVIIesiècle

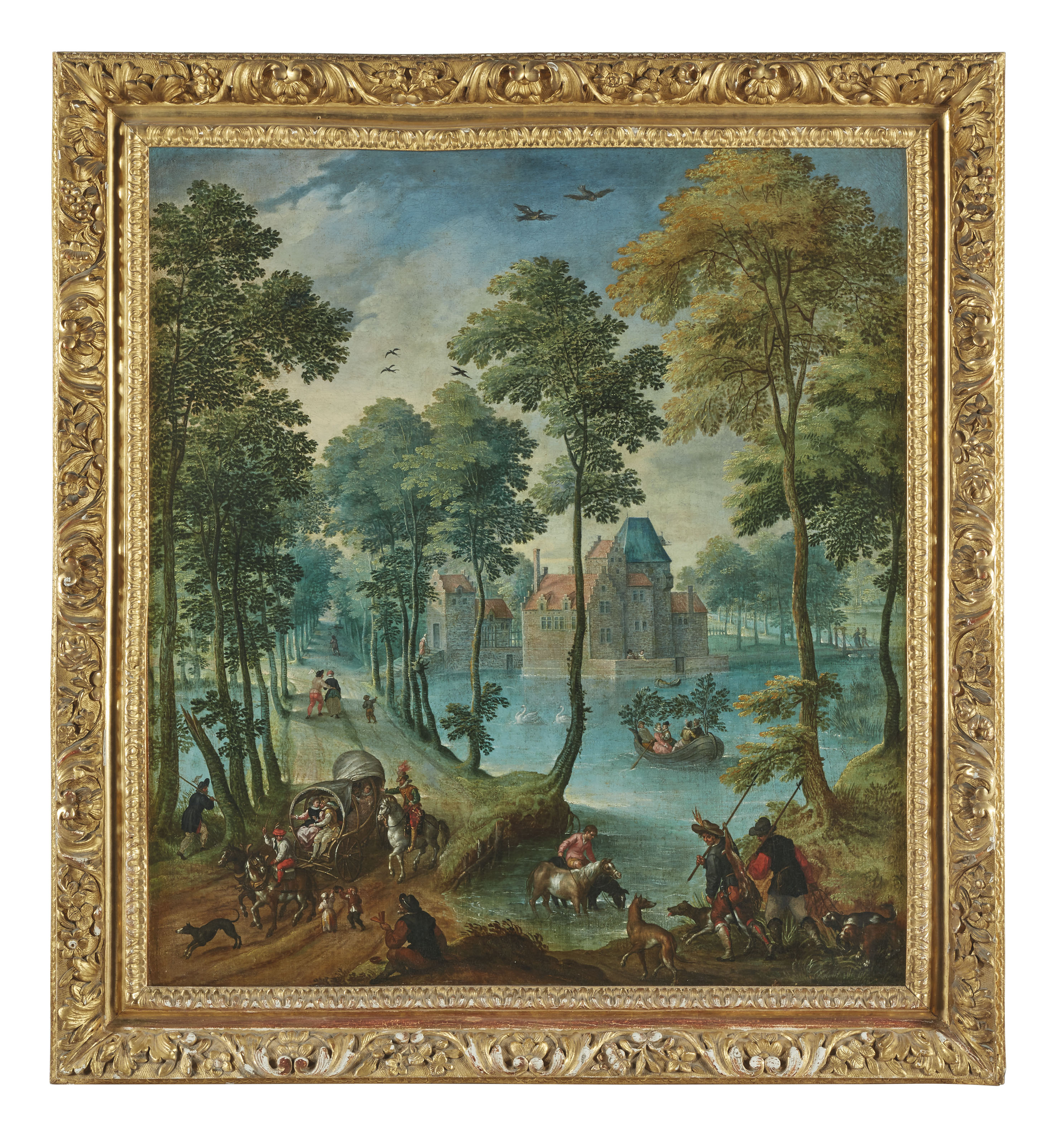
Château de Rivieren. Tableau anonyme de 1620.

En 1638, François II de Kinschot, fils de François de Kinschot et conseiller des finances des archiducs Albert et Isabelle, Trésorier général des Pays-Bas et chancelier du Brabant, obtient que le domaine qui relevait du château et occupait tout le nord de Bruxelles, fût érigé en baronnie, puis en comté de Saint-Pierre Jette, le 9 novembre 1659. C'est lui qui transforme le domaine en un lieu de plaisance et lui donne l'allure qu'il a encore au début du XXIe siècle.
Son petit-fils, Gérard-François de Villegas (1687-1745) hérite de l'ensemble.
Le château de Rivieren est mentionné sur une carte[réf. nécessaire] des environs de Bruxelles de 1665 mentionne le château.

### XVIIIesiècle
Au XVIIIe siècle, le château est laissé à l'abandon et ressemble à une ruine.

### XIXesiècle
Ulric, comte de Villegas de Saint-Pierre Jette (1844-1934), entreprend différents travaux de rénovation.
De la fortification d'origine ne subsiste qu'une tour carrée, intégralement faite de pierres. Au fil du temps, différentes parties s'y sont ajoutées, constituées de briques et séparées par des bandeaux et chaînages de pierre, tandis que les douves et le pont-levis sont supprimés.

### XXesiècle
Après avoir été endommagé par des incendies, le château connaît une nouvelle phase de rénovations au début du XXe siècle.
Elisabeth de Botmiliau, veuve d'Albert de Villegas de Saint-Pierre Jette (1878-1955) et dernière châtelaine à occuper les lieux meurt à Ganshoren en 1977. Ses fils vendent le bien à une société suisse. Celle-ci restaure à grands frais le château et ses dépendances pour les exploiter comme lieux d'événements et de séminaires.
Le château et le parc sont classés en 1983, comme unique vestige médiéval de style féodal de la Région de Bruxelles-Capitale. Le parc est restauré en 1993 par l'architecte de jardin-paysagiste et historien des jardins Emmanuel d'Hennezel[réf. nécessaire]. Les lieux sont occasionnellement accessibles au public, notamment lors des Journées du Patrimoine ou autres activités festives.